# CSI: Cyber (seizoen 2)
Dit artikel vat het tweede seizoen van CSI: Cyber samen. Dit liep van 4 oktober 2015 tot en met 12 mei 2016 en bevat achttien afleveringen. CBS zette de serie na 31 afleveringen verdeeld over twee seizoenen stop en maakte daarmee een einde aan de CSI-franchise die in 2000 begon met CSI: Crime Scene Investigation.

## Rolverdeling

### Hoofdrollen
- Patricia Arquette - dr. Avery Ryan
- James Van Der Beek - Elijah Mundo
- Shad Moss - Brody Nelson
- Charley Koontz - Daniel Krummitz
- Hayley Kiyoko - Raven Ramirez
- Ted Danson - D.B. Russell

### Terugkerende rollen
- Angela Trimbur - Francine Krumitz
- Mckenna Grace - Michelle Mundo
- Michael Irby - David Ortega
- Alexie Gilmore - Devon Atwood
- Brent Sexton - Andrew Michaels
- Sean Blakemore - directeur Silver

## Afleveringen
| Nr. | Aflevering | Titel                 | Regisseur           | Schrijver(s)                                    | Selectie gastrollen | Uitzenddatum     |  |
| --- | ---------- | --------------------- | ------------------- | ----------------------------------------------- | --- | ---------------- |  |
| 14 | 1          | Why-Fi                | Alec Smight         | Pam Veasey                                      | McKenna Roberts - Rae Molly Burnett - Nina Greg Cromer - John Fable Tiffany Adams - advocate Ione Butler - Ellen Peters                                              | 4 oktober 2015   |  |
| Wanneer iemand bij een overval vermoordt wordt gaat het team van dr. Ryan op onderzoek uit. Terwijl het team kennis maakt met de nieuwe directeur D.B. Russell, ontdekken zij dat de dader ook verantwoordelijk is voor het hacken van het computersysteem van Homeland security. |            |                       |                     |                                                 | |                  |  |
| 15 | 2          | Heart Me              | Matt Earl Beesley   | Kate Sargeant Curtis                            | Lyndon Smith - Tracy Jacobs Christopher Cousins - Mason Lynne Grant Harvey - Holden Katnik Marco Sanchez - rechercheur Gonzalez                                      | 11 oktober 2015  |  |
| Wanneer een vriend van Ramirez wordt beschuldigd van moord op een man, die zij ontmoet heeft door een datingsite, gaan zij en dr. Ryan op onderzoek uit. |            |                       |                     |                                                 | |                  |  |
| 16 | 3          | Brown Eyes, Blue Eyes | Alec Smight         | Devon Gregory                                   | Brad Beyer - Causley Vincent Duvall - Stan Peters Cyrus Farmer - chief Richards Drew Nelson - Robert Gaines Mel Fair - verslaggever                                  | 18 oktober 2015  |  |
| Het team van dr. Ryan gaat op jacht naar de persoon die een bodycam heeft gehackt van een politieagent, en de opruiende beelden online heeft gezet. |            |                       |                     |                                                 | |                  |  |
| 17 | 4          | Red Crone             | Brad Tanenbaum      | Denise Hahn                                     | Gregg Henry - Calvin Mundo Jenny Cooper - Karen Sullivan Fred Koehler - Oliver Nishi Munshi - Rosalyn Pierce                                                         | 25 oktober 2015  |  |
| Het team van dr. Ryan onderzoekt een kindermisbruik zaak die geïnspireerd wordt door een mythe van een misbruiker die werkt met een mobiele app. |            |                       |                     |                                                 | |                  |  |
| 18 | 5          | Hack E.R              | Eriq La Salle       | Michael Brandon Guercio                         | Alisha Boe - Grace Clarke Marcus Giamatti - Artie Sneed Andrew Lukich - Mike Mullen Lauren Stamile - dr. Colleen Marks Jessica Tuck - dr. Giana Luca                 | 1 november 2015  |  |
| Wanneer een ziekenhuis wordt gehackt, wat de levens van patiënten in gevaar brengt, gaan dr. Ryan en Russell op onderzoek uit. De hacker stelt de eis dat hij ieder uur een patiënt laat overlijden, zolang zijn eisen niet ingewilligd wordt. Mundo wordt nog steeds verplicht tot het uitvoeren van bureauwerk, en moet tot zijn teleurstelling op het hoofdkantoor blijven. Ondertussen worstelt Russel nog steeds met het overlijden van zijn vriendin Julie Finlay, en zijn redenen voor het verlaten van Las Vegas. Dr. Ryan krijgt herinneringen van haar overleden dochter als een vriend uit het verleden opduikt. |            |                       |                     |                                                 | |                  |  |
| 19 | 6          | Gone in 6 Seconds     | Allan Arkush        | Matt Whitney                                    | Marcus Giamatti - Artie Sneed Jessica Szohr - Carmen Lopez Clint Carmichael - Joe Harper Alexis DeLaRosa - Miguel                                                    | 8 november 2015  |  |
| Wanneer er een dodelijk ongeluk gebeurd met een op afstand bestuurde auto gaan dr. Ryan en Russell op onderzoek uit. Zij moeten nu een hacker opsporen die auto’s op afstand laat verongelukken. Dr. Ryan ontdekt dan dat zij in Los Angeles moet zijn om de dader te vinden en stuurt haar team daarnaartoe. Ondertussen is Russell verbaasd als hij merkt dat uit zijn pennen alle veren ontbreken, later ontdekt hij dat Krumitz deze heeft gebruikt voor het bouwen van een robot. Dr. Ryan krijgt te horen dat zij gepromoveerd wordt tot adjunct-directrice van de afdeling, zij krijgt toestemming om in het veld te blijven werken. |            |                       |                     |                                                 | |                  |  |
| 20 | 7          | Corrupted Memory      | Jerry Levine        | Andrew Karlsruher                               | Matt Lanter - Tristan Jenkins Kathleen Early - Georgia Stevens Bruce Nozick - Gil Stevens Arjay Smith - Jordan Nelson V.J. Foster - Charlie Roth                     | 15 november 2015 |  |
| Wanneer een vrouw wordt vermoord terwijl zij een skypegesprek heeft met haar ouders gaan dr. Ryan en Russell op onderzoek uit. Het onderzoek neemt een vreemde wanneer het team seksspeeltjes tegenkomen die geïnfecteerd zijn met malware. Dr. Ryan wordt belast met het ondervragen en analyseren van een getuige, tevens buurman van het slachtoffer, die lijdt aan agorafobie en PTSD. Ondertussen krijgt Nelson bezoek van zijn broer die hem om hulp vraagt. |            |                       |                     |                                                 | |                  |  |
| 21 | 8          | Python                | Janice Cooke        | Craig O'Neill                                   | Veronica Cartwright - Renetta Wilkerson Evan Jones - Python / Dante Wilkerson Diogo Morgado - Miguel Vega Julien Ari - Bernie Renard Andrew Miller - Rupert Flemming | 22 november 2015 |  |
| Wanneer een Interpolagent wordt vermoord gaan dr. Ryan en Russell op onderzoek uit. Zij verdenken een persoon met de naam Python, de meest gezochte cybercrimineel van de FBI, van de moord. Tijdens het onderzoek wordt dr. Ryan herenigd met een onderzoeker uit haar verleden, en ontdekt al snel dat haar leven in gevaar loopt. Ondertussen lukt het Russell verwijderde serienummers van wapens die door Python zijn gebruikt terug te halen. Dankzij dit, het analyseren van zijn geestelijke toestand en het lokaliseren van zijn elektronische vingerafdrukken, lukt het team om de identiteit van Python te achterhalen. Ondanks deze ontdekking lukt het Python om in te breken in het computersysteem van hun hoofdkwartier, en hun veiligheid in gevaar te brengen. |            |                       |                     |                                                 | |                  |  |
| 22 | 9          | iWitness              | Paul Holahan        | Carly Soteras                                   | Alex Ashbaugh - Louis James Alisha Boe - Grace Clarke Christopher Cousins - Mason Lynne Rob Estes - Julian Perkins Mary Mouser - Shelby Lockhart                     | 13 december 2015 |  |
| Dr. Ryan en het team onderzoeken een moord van een hacker die een connectie had met een opbiechtwebsite, dit terwijl Russell afwezig is voor een getuigenis in Las Vegas. Het slachtoffer werd ingehuurd om een commentaar te verwijderen van een slachtoffer op deze website. Terwijl het team het geheime leven van het slachtoffer ontrafelen, ontdekken zij dat de moord in verbinding staat met een verkrachting op een campus. |            |                       |                     |                                                 | |                  |  |
| 23 | 10         | Shades of Grey        | Louis Milito        | Brandon Guercio Kate Sargeant Curtis            | Molly Burnett - Nina Moore Yani Gellman - Jackson Richmond Derek Mio - AJ Kim Carlson Young - Mia Wilcox Michael Cline - Ashton Wagner                               | 20 december 2015 |  |
| Wanneer een onschuldige man wordt vermoord nadat een geldautomaat geld de straat opspuugt, ontdekt het team dat een hacker voor Robin Hood speelt door het banksysteem te hacken. Nu moeten zij ontdekken wie deze hacker is en wat zijn motieven zijn. Ondertussen wacht Ramirez op haar gedwongen vertrek door de FBI, dr. Ryan probeert dit tegen te houden en maakt dan een beslissing wat ervoor zorgt dat zij het vertrouwen krijgt in Russell. |            |                       |                     |                                                 | |                  |  |
| 24 | 11         | 404: Flight Not Found | Skipp Sudduth       | Thomas Hoppe                                    | Emmitt Smith - zichzelf Dameon Clarke - Edward Daniels Ramon De Ocampo - Stewart Collingsworth Marcus Giamatti - Artie Sneed Brian Howe - Richard Reynolds           | 10 januari 2016  |  |
| Wanneer een vlucht van een vliegtuig vijftigkeer digitaal gekopieerd wordt bij de luchtverkeersleiding gaat dr. Ryan en haar team op onderzoek uit. Zij moeten nu ontdekken wie achter de hack van het vliegtuig zit en waarom. Tijdens het onderzoek hebben dr. Ryan en Silver alle moeite om de pers op afstand te houden. Ondertussen ontmoeten Krumitz en Nelson Emmitt Smith, een beroemde ex-Americanfootballspeler, op straat. |            |                       |                     |                                                 | |                  |  |
| 25 | 12         | Going Viral           | Maja Vrvilo         | Pam Veasey                                      | Kelly Preston - Greer Latimore David Burke - Clayton Carver Chris Mulkey - burgemeester Cavanaugh Nikiva Dionne - Connie Abbott Deborah Geffner - Mary Ingram        | 31 januari 2016  |  |
| Een computervirus infecteert mobiele telefoons wat ervoor zorgt dat de telefoontjes naar het alarmnummer in New York verkeerd gaan. Dr. Ryan en haar team moeten nu onderzoeken wie hier achter zit en waarom. Ondertussen ontmoet Russell een vrouw die hem een sms stuurde wat niet voor hem bestemd was. |            |                       |                     |                                                 | |                  |  |
| 26 | 13         | The Walking Dead      | Frederick E.O. Toye | Andrew Karlsruher Scotty McKnight Craig O'Neill | Kyle Schmid - Reaper Kelly Osbourne - Stella Kaine Krizia Bajos - Shaw Jeff Bowser - douane agent Adam Lieberman - Alton Shepard                                     | 14 februari 2016 |  |
| Wanneer er cyberdoodsbedreigingen komen, inclusief op de ex-man Andrew van dr. Ryan, gaan zij en het team op onderzoek uit. Ondertussen neemt dr. Ryan Russell in vertrouwen over haar relatie met Andrew. Krumitz komt oog in oog te staan met een oude vijand van hem. |            |                       |                     |                                                 | |                  |  |
| 27 | 14         | Fit-and-Run           | Jeff Thomas         | Andrew Karlsruher Scotty McKnight               | Alan Dale - Richard Margolin David Clayton Rogers - Dylan Resnick Riley Smith - Keith Walker Adi Ben-Ami - Sarah Walker Tiffany Daniels - Karen Carter               | 21 februari 2016 |  |
| Wanneer een jogger wordt vermoord gaan dr. Ryan en het team op onderzoek uit. Zij gebruiken de fitnesstracker van het slachtoffer om haar laatste stappen te achterhalen om zo de dader te vinden. Tijdens het onderzoek ontdekken zij een illegale orgaanoogst-operatie dat op amateuristische basis werkt. Ondertussen ontdekt dr. Ryan een ontluikende relatie tussen Russell en de vrouw die hij pas ontmoet heeft, zij haalt dan met deze ontdekking een grap uit met Russell. |            |                       |                     |                                                 | |                  |  |
| 28 | 15         | Python's Revenge      | Vikki Williams      | Devon Greggory                                  | Alisha Boe - Grace Clarke Evan Jones - Python Diogo Morgado - Miguel Vega Danielle Hoetmer - Renee Clarke Andrew Miller - Rupert Flemming                            | 2 maart 2016     |  |
| Dr. Ryan en Russell worden gevraagd voor assistentie naar de jacht op Python, de meest gezochte cybercrimineel. Dit na de vondst van een afgesneden hoofd in het appartement van de directeur van het team. Python verschijnt dan ten tonele en ontvoert Grace, de surrogaatdochter van dr. Ryan. Om het leven van Grace te redden moet het team nu een serie complexe digitale puzzels oplossen. Ondertussen helpt Russell dr. Ryan te verhuizen, en dr. Ryan herstelt het contact met haar voormalige kinderjufrouw voordat zij voor de laatste keer opneemt tegen Python. |            |                       |                     |                                                 | |                  |  |
| 29 | 16         | 5 Deadly Sins         | Rob Bailey          | Matt Whitney                                    | Jamie-Lynn Sigler - Sasha Boyd Cassidy Barnes - Toby Allen Julia Parker - rouwende moeder Greg Winter - pastoor Harrison Hannah Barefoot - Marla Harrison            | 6 maart 2016     |  |
| Dr. Ryan en Russell sporen een uit de gratie geraakte voormalige werknemer op van een sociale mediasite die posters vernietigd van de site 5 Deadly Sins (5 dodelijke zonden), namelijk: Haatspreken, Porno, Geweld, Drugs en Trollen. De laatste poster (van Geweld) dat vernietigd werd is in werkelijkheid de werknemer zelf en zij pleegt hierom zelfmoord. |            |                       |                     |                                                 | |                  |  |
| 30 | 17         | Flash Squad           | Howard Deutch       | Scotty McKnight                                 | Kelly Preston - Greer Latimore Shani Atias - Sophia Spencer Locke - Madison Brooks Gabriel Tigerman - Blake Jennings Allison Brown - Riley Van Lowe                  | 9 maart 2016     |  |
| Wanneer er gebruikers van een verkeersapp naar een afgelegen locatie worden gelokt om daar overvallen te worden door een gemaskerde vrouw, gaat het team op onderzoek uit. Ondertussen wordt Russell herenigd met Greer Latimore in Los Angeles. |            |                       |                     |                                                 | |                  |  |
| 31 | 18         | Legacy                | Eriq LaSalle        | Pam                                             | Boo Arnold - Wallis Gardner Stefanie Sherk - Jessica Turing David Alexander - woordvoerder Department of Defense                                                     | 13 maart 2016    |  |
| Wanneer het grootste hoeveelheid data in de geschiedenis van miljoenen werknemers worden gestolen van federale werknemers, gaat het team op zoek naar de verantwoordelijke hacker. In de finale wordt DB Russel neergeschoten, hij raakt gewond maar overleeft de aanslag en besluit ontslag te nemen bij CSI Cyber om met zijn geliefde Greer Latimore in Parijs van zijn laatste dagen te genieten tot zijn pensioen. Dit is de laatste aflevering van zowel CSI Cyber en de CSI-franchise in zijn geheel. |            |                       |                     |                                                 | |                  |  |